# HIV/AIDS tại Trung Quốc

Thống kê về số trường hợp nhiễm HIV theo tỉnh thành, dữ liệu năm 2005.

Đại dịch HIV/AIDS tồn tại trong lãnh thổ dưới quyền kiểm soát của Cộng hòa Nhân dân Trung Hoa. Phần lớn sự lây lan hiện nay của virus suy giảm miễn dịch mắc phải ở người (HIV) tại Trung Quốc lan truyền qua con đường tiêm chích ma túy và mại dâm. Năm 2004, số người bị nhiễm HIV tại Trung Quốc ước tính vào khoảng từ 430.000 đến 1,5 triệu người. Vào những năm 1990, ở nhiều vùng nông thôn của Trung Quốc, đặc biệt tại tỉnh Hà Nam, hàng chục đến hàng trăm ngàn nông dân bị nhiễm HIV do tham gia vào các chương trình thu thập máu thông qua thiết bị y tế tái sử dụng.
Năm 2008, 72% trường hợp nhiễm HIV/AIDS ở Trung Quốc là do lây qua đường tình dục. Theo các quan chức y tế, con số thực tế có thể còn cao hơn. Tính đến cuối tháng 10 năm 2009, Trung Quốc có 319.877 trường hợp nhiễm HIV/AIDS, trong đó hơn 100.000 trường hợp chuyển sang giai đoạn AIDS. Theo đánh giá vào cuối tháng 11 năm 2009 của các quan chức thuộc Tổ chức Y tế Thế giới (WHO), Cơ quan thực hiện chương trình phối hợp phòng chống AIDS của Liên Hợp Quốc (UNAIDS) và Bộ Y tế Trung Quốc về tình trạng lây nhiễm HIV/AIDS ở quốc gia này, tình trạng lây nhiễm HIV/AIDS qua đường tình dục tại Trung Quốc đang ở mức báo động, với ước tính đến cuối năm 2009 sẽ có khoảng 920.000 người Trung Quốc nhiễm bệnh.
Các nhà nghiên cứu và giới chức Trung Quốc đã nỗ lực nhằm cải thiện vấn đề tiếp cận thuốc chống HIV cho dân chúng. Trong vòng bảy năm, kể từ khi Trung Quốc đưa ra các loại thuốc ngừa virus miễn phí vào năm 2003, đến năm 2009, số thuốc này đã góp phần làm tỉ lệ giảm tử vong tới hơn 60%.
Tuy nhiên, theo báo cáo công bố ngày 18 tháng 5 của Tổ chức Lao động Quốc tế (ILO), một số bệnh viện đa khoa Trung Quốc từ chối chăm sóc, chữa trị cho bệnh nhân nhiễm HIV/AIDS do lo ngại tác hại đến thanh danh của bệnh viện và hướng họ đến bệnh viện đặc trách bệnh truyền nhiễm. Dù thời gian gần đây đã có một số tiến bộ khi chính quyền công khai đề cập đến vấn đề phòng chống, nhưng theo kết quả các cuộc điều tra, họ vẫn chịu sự phân biệt đối xử.